# Renault Modus
De Renault Modus is een mini-MPV van Renault, die van augustus 2004 tot eind 2012 verkrijgbaar was. Hij werd geproduceerd in de Spaanse stad Valladolid.
De auto die uiteindelijk in productie ging verschilt weinig van de conceptversie met dezelfde naam. In essentie is het een hogere en langere versie van de Clio. Het is op hetzelfde chassis gebouwd en ook de motor toont veel gelijkenissen met de jongste versie van de Clio. De auto is geschikt voor mensen die een praktische en veelzijdige doch niet al te grote auto zoeken. De auto biedt zo een uitkomst voor mensen die terugdeinzen voor het formaat van grote broer Scénic. Het chassis van de Clio van waaruit de Modus is ontstaan wordt ook gebruikt in de huidige Nissan Micra en Note.

## Eigenschappen
- Lengte : 379,2 cm
- Breedte : 170 cm
- Hoogte : 159 cm
- Gewicht : 1 176 kg tot 1 283 kg
- Draaicirkel : 10,40 m.
- Laadvolume : 240 tot 330 dm³
- Raamoppervlak : 3,5 m²
- Tankinhoud : 49 liter
- Motorisering :
  - benzine : 1.2 16v/75 pk - 1.4 16v/98 pk - 1.6 16v/113 pk
  - diesel : 1.5 dCi/70 pk - 1.5 dCi/85 pk - 1.5 dCi/106 pk
- Topsnelheid : 159 km/u tot 188 km/u
- Acceleratie van 0 tot 100 km/h : 10,3 tot 15,3 seconden
- Verbruik : 4,7 tot 8,8 liter per 100km (resp. 21.3 tot 11.4 kilometer per liter)
- Gemeenschappelijk platform met: Renault Clio III, Dacia Logan, Nissan Micra III, Nissan Cube en Nissan Note

In productie:
5 E-Tech · 
Arkana · 
Austral · 
Captur · 
Clio · 
Espace · 
Kadjar · 
Kangoo · 
Koleos · 
Master · 
Mégane · 
Mégane E-Tech · 
Rafale · 
Scenic E-Tech · 
Symbioz · 
Symbol · 
Trafic · 
Twingo · 
Twingo Electric · 
Zoe

Uit productie:
3 · 
4 · 
5 · 
6 · 
7 · 
8 · 
9 · 
10 · 
11 · 
12 · 
14 · 
15 · 
16 · 
17 · 
18 · 
19 · 
20 · 
21 · 
25 · 
30 · 
2CV · 
4CV · 
Avantime · 
Caravelle · 
Dauphine · 
Domaine · 
Estafette ·
Express · 
Floride · 
Fluence ·
Frégate · 
Fuego · 
Juvaquatre ·
Laguna · 
Latitude · 
Modus · 
Nervastella · 
Novaquatre · 
Ondine · 
Prairie · 
Primaquatre · 
Rodeo · 
Safrane · 
Savanne · 
Scénic · 
Spider · 
Talisman · 
Thalia · 
Twizy · 
Vel Satis · 
Vivasport · 
Vivastella · 
Wind